# ویدا جوان
ویدا جوان (زادهٔ ۳۱ مرداد ۱۳۶۵) بازیگر تلویزیون، سینما و تئاتر اهل ایران است. وی دارای مدرک تحصیلی لیسانس حسابداری و دانش‌آموخته بازیگری تئاتر در کانون آموزش‌های حمید سمندریان می‌باشد. وی با بازی در سریال زمانه و ماه و پلنگ به تلویزیون معرفی شد. 

## آثار

### سینما
| نام فیلم        | سال  | کارگردان         |
| --------------- | ---- | ---------------- |
| از ما بهترون    | ۱۳۸۸ | مهرداد فرید      |
| نیش زنبور       | ۱۳۸۸ | حمیدرضا صلاحمند  |
| گزارش یک جشن    | ۱۳۹۰ | ابراهیم حاتمی‌کیا |
| یک خواب کوچولو  | ۱۳۹۰ | حسین عامری       |
| جان به حراج     | ۱۳۹۲ | سید حامد محسن‌پور |
| ملبورن          | ۱۳۹۲ | نیما جاویدی      |
| سرکوفت          | ۱۳۹۷ | کریم رجبی        |
| آکاردئون        | ۱۳۹۷ | آرمان زرین‌کوب    |
| آبادان یازده ۶۰ | ۱۳۹۸ | مهرداد خوشبخت    |
| موافقت اصولی    | ۱۳۹۸ | امیر پورکیان     |
| سگ‌بند           | ۱۳۹۸ | مهران احمدی      |
| گرمابه          | ۱۳۹۸ | شاهد احمدلو      |
| مکورموم         | ۱۳۹۹ | نیما شاهرخشاهی   |
| آشوب            | ۱۴۰۰ | سید مصطفی آزاد   |
| قیف             | ۱۴۰۱ | محسن امیریوسفی   |

## بیوگرافی
ویدا جوان 
متولد سال ۳۱ مرداد ماه سال ۱۳۶۵ در تهران است وی با بازی در سریال زمانه 
به تلویزیون معرفی شد سپس با بازی در ماه و پلنگ به اوج شهرت خود رسید وی در سینما نیز فیلم های همچون آبادان یازده ۶۰ و قیف را در کارنامه خود ثبت کرده است

## مجموعه تلویزیونی

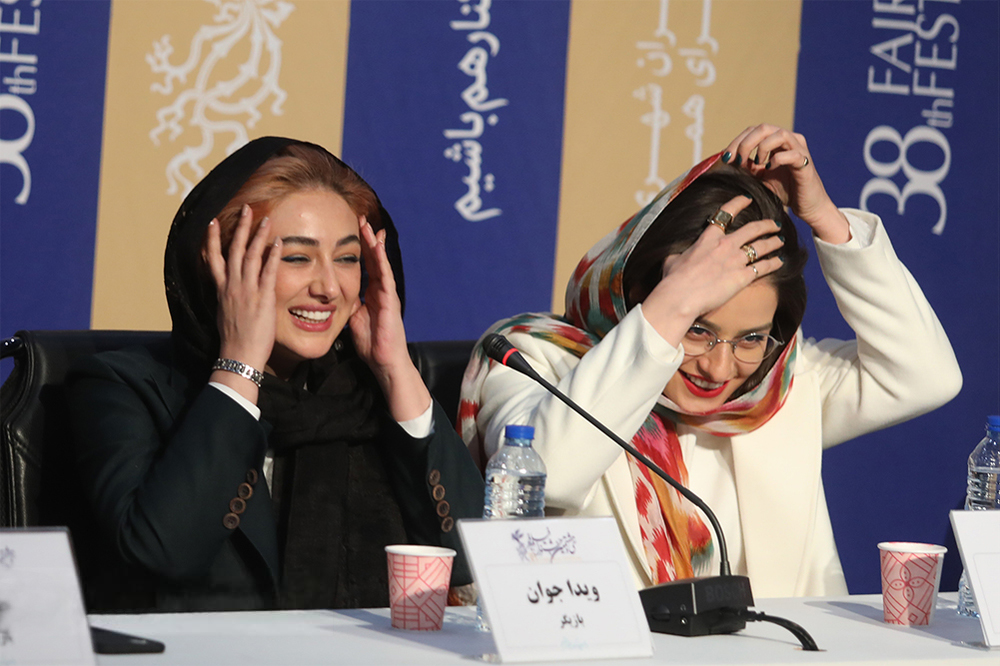
ویدا جوان و شبنم گودرزی

| نام فیلم     | سال  | کارگردان           |
| ------------ | ---- | ------------------ |
| راه طولانی   | ۱۳۹۰ | رضا کریمی          |
| زمانه        | ۱۳۹۱ | حسن فتحی           |
| پژمان        | ۱۳۹۲ | سروش صحت           |
| آسمان من     | ۱۳۹۳ | محمدرضا آهنج       |
| شمعدونی      | ۱۳۹۴ | سروش صحت           |
| ماه و پلنگ   | ۱۳۹۵ | احمد امینی         |
| نامه آخر     | ۱۳۹۶ | دانش اقباشاوی      |
| دیوار شیشه‌ای | ۱۳۹۶ | راما قویدل         |
| سارق روح     | ۱۳۹۶ | احمد معظمی         |
| زیر همکف     | ۱۳۹۸ | بهمن گودرزی        |
| سرگذشت       | ۱۳۹۸ | سیدجمال سیدحاتمی   |
| روزهای آبی   | ۱۴۰۰ | محمدرضا حاجی غلامی |
| مسافران شهر  | ۱۴۰۱ | سیروس حسن پور      |
| تمام رخ      | ۱۴۰۱ | محمود معظمی        |
| مرهم         | ۱۴۰۳ | محمدرضا آهنج       |
| ناریا        | ۱۴۰۴ | جواد افشار         |

### نمایش خانگی
| نام فیلم | سال  | کارگردان    |
| -------- | ---- | ----------- |
| اسفندیار | ۱۴۰۱ | سهراب حسینی |

### تئاتر
| نام فیلم               | سال       | کارگردان               |
| ---------------------- | --------- | ---------------------- |
| مضحکه شبیه قتل         | ۱۳۹۴–۱۳۹۵ | حسین کیانی             |
| جان گز                 | ۱۳۹۴      | نیما دهقان             |
| به مناسبت ورود اشکان   | ۱۳۹۶      | رضا دادوئی             |
| خاطرات هنرپیشه نقش دوم | ۱۳۹۷      | بهرام بیضایی (نویسنده) |
| زیبایی گاهی زن است     | ۱۳۹۸      | سهراب حسینی            |